# Jagadish Chandra Bose
Jagadish (eller Jagadis) Chandra Bose, född den 30 november 1858 i Bikrampur, död den 23 november 1937, var en indisk naturforskare. 
Bose var professor i fysik i Calcutta 1885–1915 och grundare av Bose research institute som invigdes där 1917 för växtfysiologisk forskning. Han är berömd främst som retningsfysiolog. Som fysiker utförde Bose undersökningar av de elektromagnetiska vågornas teori och gjorde tidigt försök med trådlös telegrafi.
I november 1894 lyckades J.C. Bose antända krut och ringa i en klocka på avstånd, med användning av mikrovågor. Detta utgör det första kända exemplet på trådlös kommunikation i modern mening. Bose, som förklarat sitt personliga ointresse av att kommersiellt söka utnyttja sina upptäckter, och som samtalat med Guglielmo Marconi om sin forskning, publicerade 1899 ett forskningspapper på telefoniområdet vid ett framträdande för Royal Society i London. Bose gjorde senare uppfinningar även ifråga om antenner och dylikt.